# White Snake (film)
Pour les articles homonymes, voir White Snake (homonymie).
Série
Green Snake
(2021)
Pour plus de détails, voir Fiche technique et Distribution.
White Snake (白蛇：缘起, Bai she: Yuan qi, litt. « Le Serpent blanc : L'Origine ») est un film d'animation fantastique chinois réalisé par Amp Wong et Zhao Ji et sorti le 11 janvier 2019 en Chine.
Il n'arrive premier au box-office chinois de 2019 que dans sa quatrième semaine d'exploitation. Warner Bros., crédité en tant que coproducteur, possède les droits en Chine et est en négociation pour acquérir les droits pour d’autres grands territoires.
La version française sort en salle le 9 février 2022. Il a pour suite Green Snake, sorti en 2021.

## Synopsis
Adaptation de la Légende du serpent blanc dans laquelle un esprit-serpent blanc se transforme en femme et tombe amoureuse d'un homme. L'histoire du film commence avant que le serpent blanc ne rencontre son compagnon humain.

## Distribution

### Voix originales
- Zhe Zhang : Xiao Bai
- Tianxiang Yang : Ah Xuan

### Voix françaises
- Maxime Van Santfoort : Xuan
- Séverine Cayron : Blanca
- Sophie Frison : Vera
- Marie du Bled : la patronne du Jade précieux
- Colette Sodoyez : la maîtresse des serpents
- Philippe Allard : Dudou
- Pierre Lognay : Petit Daoshi
- Philippe Résimont : Grand Daoshi
- Nathalie Hons : Grand-mère du village des chasseurs de serpents

- Karim Barras, Cécile Florin, Patrick Waleffe, Delphine Moriau, Jean-Michel Vovk, Stéphane Oertli, Grégory Praet, Steve Driesen, Nicolas Matthys, Sébastien Hébrant, Sophie Landresse, Marie Braam, Simon Duprez, Émilie Guillaume : voix additionnelles

- Version française
  - Studio de doublage : C You Soon 
  - Direction artistique : Alexandra Corréa
  - Adaptation : Hélène Grisvard

## Distinctions

### Sélections
- Festival international du film d'animation d'Annecy 2019 : sélection en compétition
- Utopiales 2019 : sélection en compétition